# Bahnhof Olsztyn Główny

Der Bahnhof Olsztyn Główny (deutsch Allenstein Hauptbahnhof) gehört zu den wichtigsten Verkehrsknotenpunkten des Eisenbahnverkehrs in der Woiwodschaft Ermland-Masuren. Er liegt in etwa zwei Kilometern Entfernung nordöstlich der Innenstadt von Olsztyn. Nach der Klassifikation der Polnischen Staatsbahn wird er in die zweithöchste Bahnhofskategorie B eingestuft. Er ist Halt von Nahverkehrs- und Fernzügen.

## Geschichte
Der Bahnhof wurde am 1. Dezember 1872 mit der Hauptbahn von Thorn nach Insterburg eröffnet. 1883 ging eine Nebenbahn von Mohrungen (polnisch Morąg) nach Allenstein sowie die Strecke nach Johannisburg (Pisz) in Betrieb. 
Von der Strecke nach Mohrungen zweigte seit 1884 in Göttkendorf (Gutkowo) eine Strecke in Richtung Königsberg ab. 1887 ging eine Strecke nach Hohenstein (Olsztynek) und weiter nach Soldau (Działdowo) in Betrieb.
1907 wurde der Bau einer Straßenbahnverbindung abgeschlossen, die den 1872 weit außerhalb des Stadtzentrums gebauten Bahnhof mit dem Stadtzentrum verband. 1911 waren das Bahnhofsgebäude und die Bahnsteige an das Stromnetz angeschlossen. Seit 1936 oder dem 22. Mai 1937 trug der Bahnhof die Bezeichnung Allenstein Hbf, vorher hieß er nur Allenstein, zeitweise auch Allenstein Stadt. Die alten Straßenbahnlinien wurden 1967 eingestellt. 2015 erfolgte die Eröffnung einer neuen Straßenbahnlinie.
In der Nacht vom 17. zum 18. Februar 1945 brannte das Hauptgebäude ab. Das zerstörte Gebäude wurde im Folgenden zunächst stark umgebaut und modernisiert, allerdings in den späten 1960er Jahren abgerissen, um für einen Betonbau Platz zu machen. Dieses Bahnhofsgebäude war in eine Busstation und eine Bahnstation untergliedert.
Olsztyn wurde 1986 mit der Strecke aus Działdowo an das elektrische Netz der PKP angeschlossen. 1988 folgte die Strecke aus Toruń, 1990 die aus Morąg und die Strecke in Richtung Nordosten bis Korsze.
Nach der Übernahme von 85 Prozent der Aktien der PKS Olsztyn im Oktober 2011 kündigte der neue Besitzer Retail Provider an, das vorhandene Bahnhofsgebäude abzureißen und dort ein Einkaufszentrum zu errichten. Dabei blieben die Verkehrsdienste erhalten.

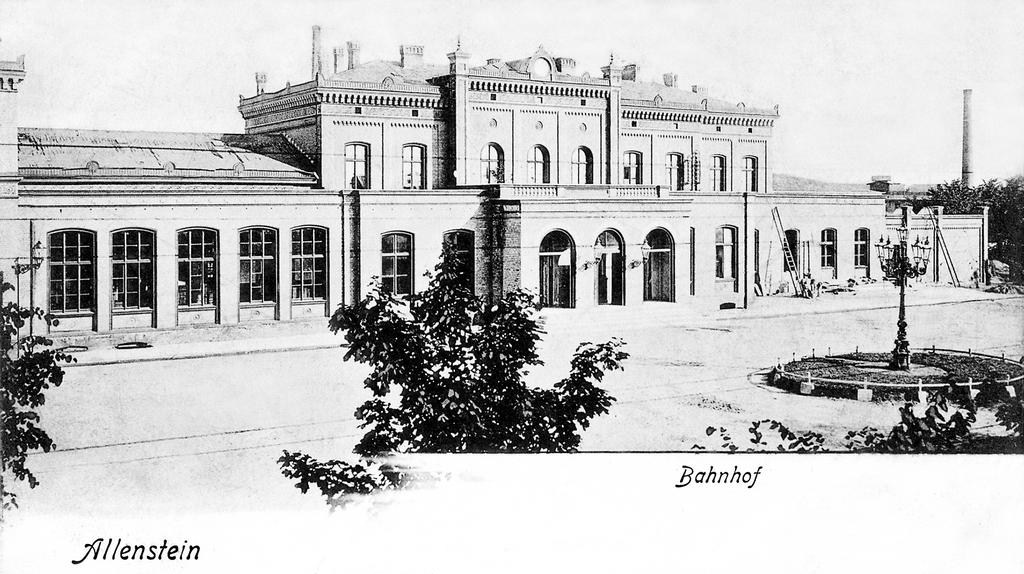
Empfangsgebäude um 1900
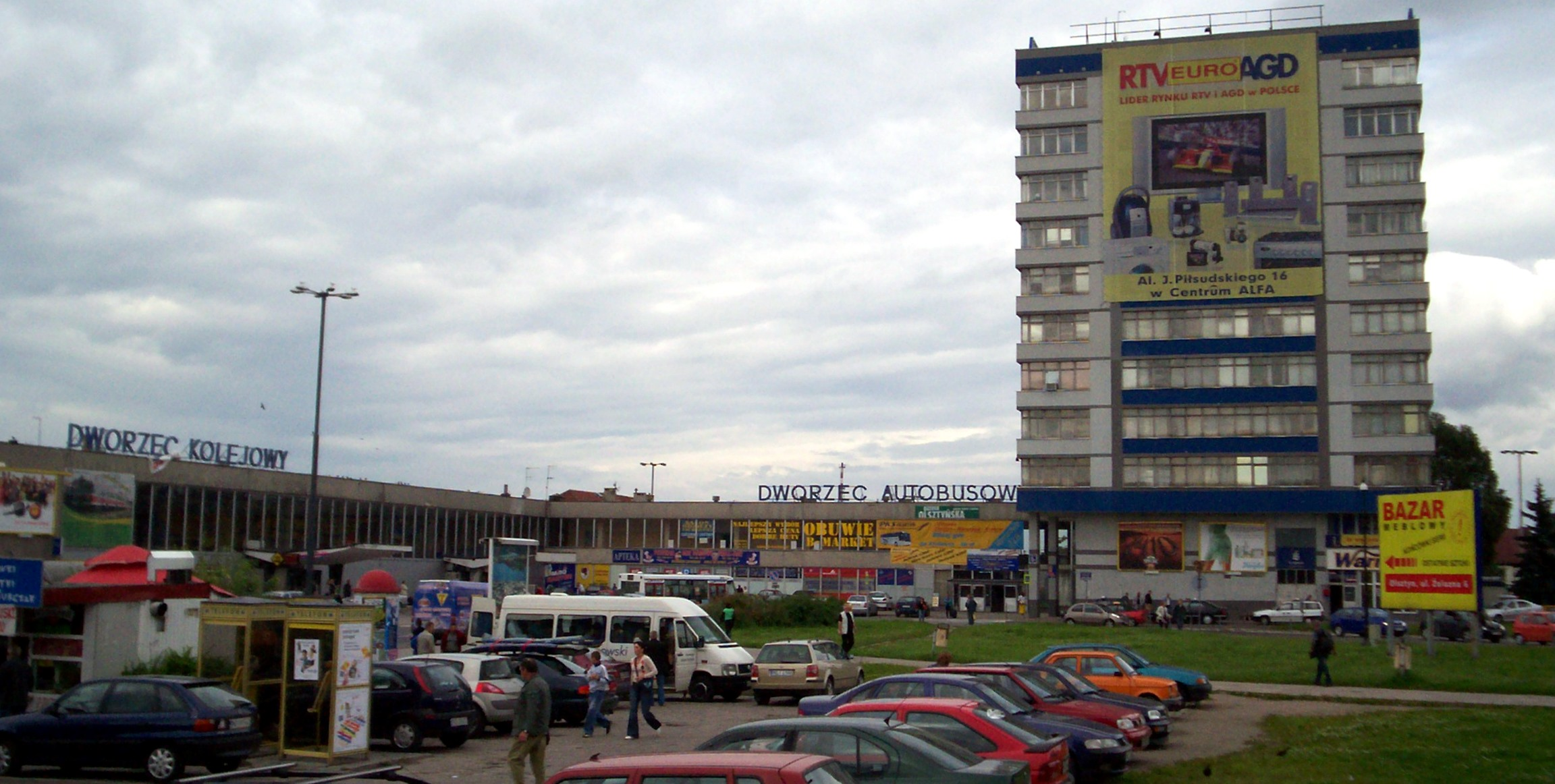
Altes Hauptgebäude von Zug- und Busbahnhof
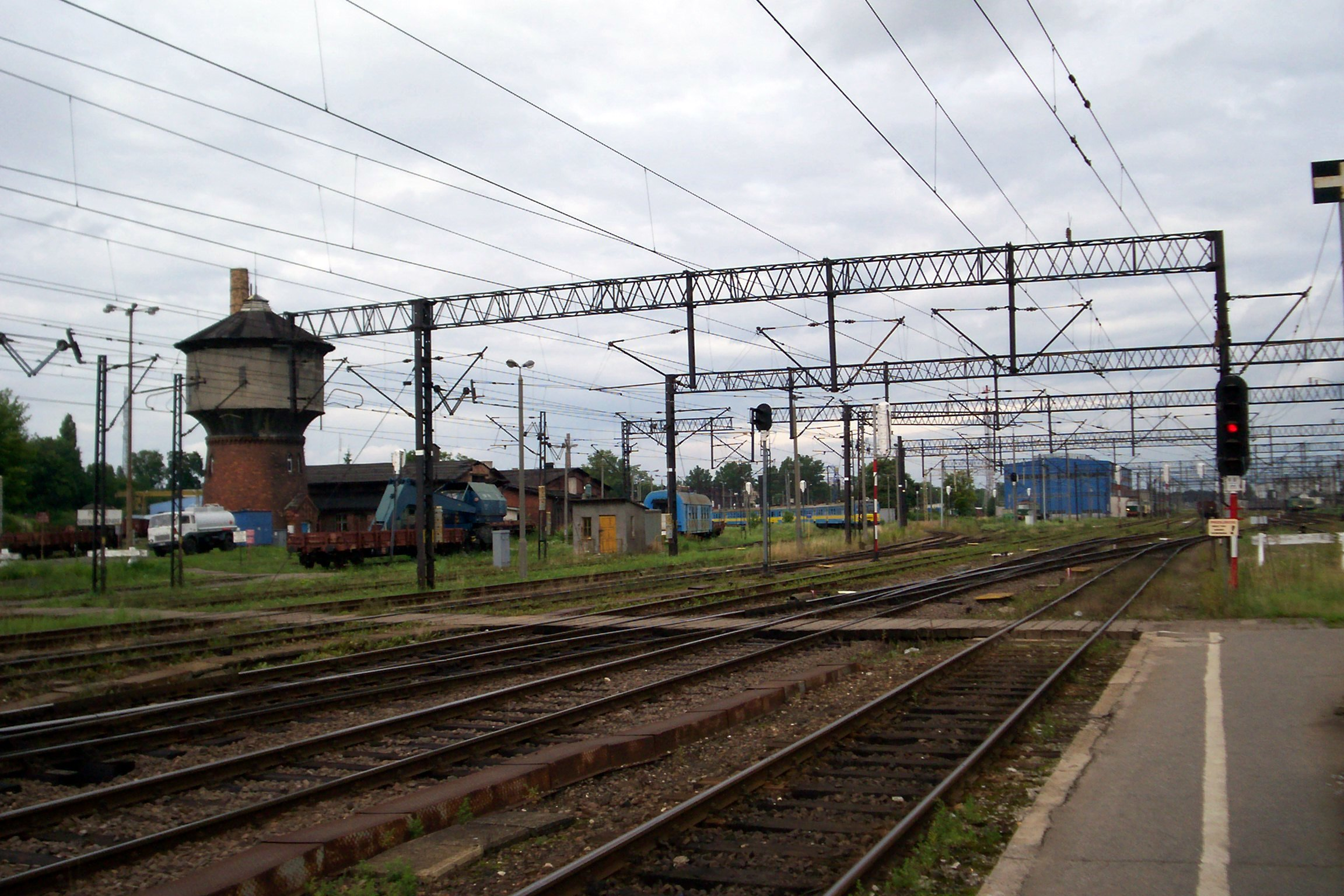
Ausfahrt in Richtung Ost